# Anduud City FC
Anduud City FC (Tiếng tiếng Mông Cổ: Андууд Сити) là một câu lạc bộ bóng đá từ Ulaanbaatar, Mông Cổ hiện đang chơi ở giải Ngoại hạng Mông Cổ.
Đối với mùa giải 2019, huấn luyện viên trưởng của câu lạc bộ người Serbia là Vojislav Bralušić, người có giấy phép "A" từ UEFA. Hợp đồng của ông ấy đến mùa giải 2021.

## Lịch sử
Câu lạc bộ được thành lập vào tháng 7 năm 2013. Năm 2016, câu lạc bộ đã kết thúc ở vị trí thứ tư trong Amateur Fan League và giành quyền cạnh tranh trong Giải League 1 Mông Cổ. Đội đã giành chức vô địch giải đấu mùa đó và đủ điều kiện tham dự giải Ngoại hạng Mông Cổ cho mùa giải 2017.
Câu lạc bộ được đặt tên là Goyo FC cho đến mùa giải 2018. Vào thời điểm đó, đội được đổi tên thành Câu lạc bộ thành phố Anduud như một phần của cam kết tài trợ chính để hiện đại hóa và chuyên nghiệp hóa câu lạc bộ. Họ đã thắng trận đầu tiên dưới tên mới vào tháng 5 năm 2018 trước Khangarid FC với bàn thắng duy nhất được ghi bởi Batbayar Khash-Erdene.